# Lekkoatletyka na Letnich Igrzyskach Olimpijskich 2024 – rzut młotem mężczyzn
Rzut młotem mężczyzn – jedna z konkurencji lekkoatletycznych, która odbywała się podczas Letnich Igrzyskach Olimpijskich 2024 w Paryżu w dniach 2–4 sierpnia 2024.

## Terminarz
Godziny zostały podane w czasie środkowoeuropejskim.
| Data            | Godzina rozpoczęcia | Runda               |
| --------------- | ------------------- | ------------------- |
| 2 sierpnia 2024 | 10:10               | Eliminacje, grupa A |
| 2 sierpnia 2024 | 11:35               | Eliminacje, grupa B |
| 4 sierpnia 2024 | 20:30               | Finał               |

## Rekordy
Przed rozpoczęciem zawodów aktualny rekord świata i rekord olimpijski oraz najlepszy wynik w 2024 roku były następujące:
| Rekord | Zawodnik          | Wynik   | Miejsce   | Data             |
| ------ | ----------------- | ------- | --------- | ---------------- |
| WR     | Jurij Siedych     | 86,74 m | Stuttgart | 30 sierpnia 1986 |
| OR     | Siergiej Litwinow | 84,80 m | Seul      | 26 września 1988 |
| WL     | Ethan Katzberg    | 84,38 m | Nairobi   | 20 kwietnia 2024 |

## Wyniki

### Kwalifikacje
Minimum kwalifikacyjne wynosiło 77 metrów.
| Pozycja | Grupa | Zawodnik                | Reprezentacja     | Próba | Próba | Próba | Wynik | Uwagi |
| Pozycja | Grupa | Zawodnik                | Reprezentacja     | 1     | 2     | 3     | Wynik | Uwagi |
| ------- | ----- | ----------------------- | ----------------- | ----- | ----- | ----- | ----- | ----- |
| 1.      | B     | Ethan Katzberg          | Kanada            | X     | 79,93 |       | 79,93 | Q     |
| 2.      | A     | Rowan Hamilton          | Kanada            | 76,97 | X     | 77,78 | 77,78 | Q,    |
| 3.      | A     | Mychajło Kochan         | Ukraina           | X     | 77,42 |       | 77,42 | Q     |
| 4.      | B     | Rudy Winkler            | Stany Zjednoczone | 77,29 |       |       | 77,29 | Q     |
| 5.      | B     | Eivind Henriksen        | Norwegia          | X     | 77,14 |       | 77,14 | Q,    |
| 6.      | B     | Bence Halász            | Węgry             | 76,84 | 72,89 | 76,90 | 76,90 | q     |
| 7.      | A     | Yann Chaussinand        | Francja           | X     | 75,43 | 76,86 | 76,86 | q     |
| 8.      | A     | Thomas Mardal           | Norwegia          | X     | 75,43 | 76,78 | 76,78 | q     |
| 9.      | B     | Paweł Fajdek            | Polska            | X     | X     | 76,56 | 76,56 | q     |
| 10.     | A     | Wojciech Nowicki        | Polska            | X     | 76,32 | 75,50 | 76,32 | q     |
| 11.     | B     | Christos Franddzeskakis | Grecja            | 75,53 | 73,94 | 74,21 | 75,53 | q     |
| 12.     | B     | Merlin Hummel           | Niemcy            | 75,25 | X     | X     | 75,25 | q     |
| 13.     | B     | Adam Keenan             | Kanada            | X     | 69,97 | 74,45 | 74,45 | SB    |
| 14.     | B     | Denzel Comenentia       | Holandia          | X     | 72,17 | 74,31 | 74,31 |       |
| 15.     | A     | Ragnar Carlsson         | Szwecja           | 72,72 | 73,96 | 73,94 | 73,96 |       |
| 16.     | B     | Volodymyr Myslyvčuk     | Czechy            | 73,84 | X     | X     | 73,84 |       |
| 17.     | A     | Matija Gregurić         | Chorwacja         | 71,48 | 72,94 | 73,69 | 73,69 |       |
| 18.     | A     | Serghei Marghiev        | Mołdawia          | 73,46 | X     | 70,73 | 73,46 |       |
| 19.     | A     | Wang Qi                 | Chiny             | 65,43 | 72,52 | 69,60 | 72,52 |       |
| 20.     | B     | Gabriel Kehr            | Chile             | 72,28 | 72,12 | 72,31 | 72,31 |       |
| 21.     | B     | Dániel Rába             | Węgry             | 71,37 | X     | 72,29 | 72,29 |       |
| 22.     | B     | Diego del Real          | Meksyk            | 69,39 | 72,10 | X     | 72,10 |       |
| 23.     | B     | Joaquín Gómez           | Argentyna         | X     | 64,94 | 72,10 | 72,10 |       |
| 24.     | A     | Humberto Mansilla       | Chile             | 71,75 | 71,83 | 70,81 | 71,83 |       |
| 25.     | A     | Donát Varga             | Węgry             | 69,95 | 71,65 | 69,71 | 71,65 |       |
| 26.     | B     | Jerome Vega             | Portoryko         | 69,19 | 71,61 | 70,44 | 71,61 |       |
| 27.     | B     | Özkan Baltacı           | Turcja            | X     | 71,40 | 71,24 | 71,40 |       |
| 28.     | A     | Sören Klose             | Niemcy            | 71,20 | X     | X     | 71,20 |       |
| 29.     | A     | Michalis Anastasakis    | Grecja            | X     | 70,14 | X     | 70,14 |       |
| 30.     | A     | Mostafa Hicham Al-Gamal | Egipt             | 68,12 | 68,65 | 70,09 | 70,09 |       |
| 31.     | A     | Patrik Hájek            | Czechy            | 67,96 | 68,45 | 68,80 | 68,80 |       |
| 32 !    | A     | Daniel Haugh            | Stany Zjednoczone | X     | X     | X     | NM    |       |

### Finał
| Pozycja | Zawodnik                | Reprezentacja     | Próba | Próba | Próba | Próba | Próba | Próba | Wynik | Uwagi |
| Pozycja | Zawodnik                | Reprezentacja     | 1     | 2     | 3     | 4     | 5     | 6     | Wynik | Uwagi |
| ------- | ----------------------- | ----------------- | ----- | ----- | ----- | ----- | ----- | ----- | ----- | ----- |
| złoto   | Ethan Katzberg          | Kanada            | 84,12 | X     | 82,28 | X     | X     | X     | 84,12 |       |
| srebro  | Bence Halász            | Węgry             | 77,58 | 78,84 | 79,97 | 79,94 | 77,66 | 79,82 | 79,97 |       |
| brąz    | Mychajło Kochan         | Ukraina           | 78,54 | 79,39 | X     | 78,17 | 76,53 | 79,24 | 79,39 |       |
| 4.      | Eivind Henriksen        | Norwegia          | 76,45 | 79,18 | X     | X     | 76,11 | X     | 79,18 | SB    |
| 5.      | Paweł Fajdek            | Polska            | 78,01 | 77,22 | 78,57 | 78,80 | X     | 76,64 | 78,80 |       |
| 6.      | Rudy Winkler            | Stany Zjednoczone | 77,92 | X     | X     | X     | 71,90 | X     | 77,92 |       |
| 7.      | Wojciech Nowicki        | Polska            | 77,42 | 77,28 | 76,75 | 77,03 | X     | 75,92 | 77,42 |       |
| 8.      | Yann Chaussinand        | Francja           | X     | X     | 77,38 | 77,15 | X     | X     | 77,38 |       |
| 9.      | Rowan Hamilton          | Kanada            | 76,59 | X     | X     | NQ    | NQ    | NQ    | 76,59 |       |
| 10.     | Merlin Hummel           | Niemcy            | 74,85 | 76,03 | X     | NQ    | NQ    | NQ    | 76,03 |       |
| 11.     | Thomas Mardal           | Norwegia          | 74,25 | 73,68 | X     | NQ    | NQ    | NQ    | 74,25 |       |
| 12.     | Christos Franddzeskakis | Grecja            | X     | 73,34 | X     | NQ    | NQ    | NQ    | 73,34 |       |